# بوان

بوان شهری در شهرستان تانسیلا در استان بانوا در بورکینافاسوی غربی است و جمعیت آن ۶۸۲ نفر است.